# Municipio de Leeds (Dakota del Norte)
El municipio de Leeds (en inglés: Leeds Township) es un municipio ubicado en el condado de Benson en el estado estadounidense de Dakota del Norte. En el año 2010 tenía una población de 91 habitantes y una densidad poblacional de 0,97 personas por km².

## Geografía
El municipio de Leeds se encuentra ubicado en las coordenadas 48°19′44″N 99°23′22″O / 48.32889, -99.38944. Según la Oficina del Censo de los Estados Unidos, el municipio tiene una superficie total de 94.16 km², de la cual 92,47 km² corresponden a tierra firme y (1,8 %) 1,69 km² es agua.

## Demografía
Según el censo de 2010, había 91 personas residiendo en el municipio de Leeds. La densidad de población era de 0,97 hab./km². De los 91 habitantes, el municipio de Leeds estaba compuesto por el 100 % blancos. Del total de la población el 0 % eran hispanos o latinos de cualquier raza.